# Estanislao Reverter
Estanislao Reverter Sequeiros (1929, Orense - 3 de febrero de 1991) también conocido como Lalao, fue un piloto de rally español, impulsor del Rally de Ourense, director de la Escudería Ourense, constructor del Renault "Alpinche" y considerado uno de los padres del automovilismo en Galicia.
En 2012, veintiún años después de su muerte, fue galardonado con la distinción al Mérito Deportivo de Galicia.

## Biografía

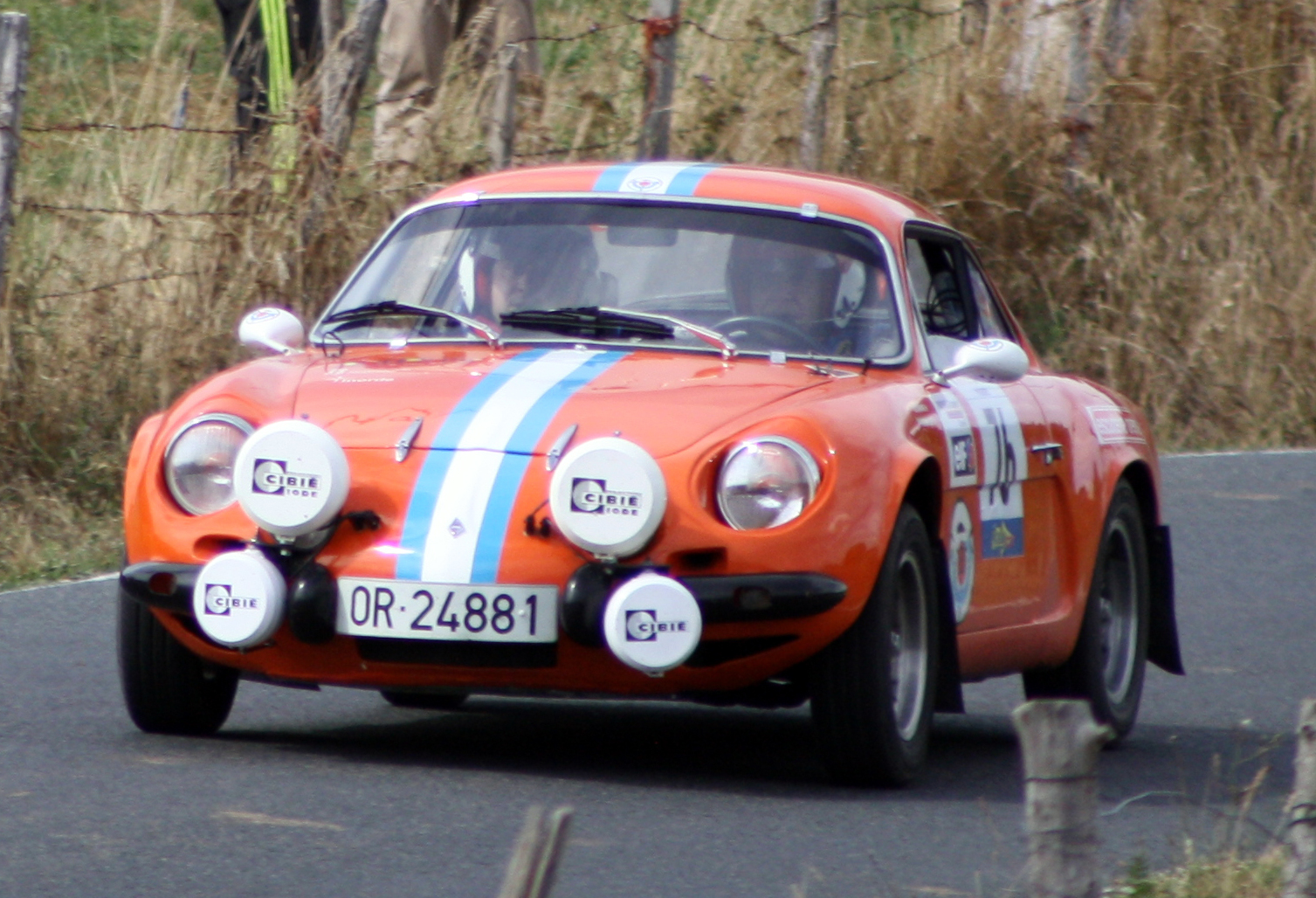
Un Renault Alpine con la decoración naranja y azul similar al utilizado por Reverter.

Debutó como piloto de carreras en el Trofeo Trofeo FASA Renault con un Renault 4/4 en 1955. Compitió durante toda su carrera con la Escudería Ourense, en la que también participó como organizador del Rally de Ourense y de la que fue director entre 1968 y 1980.

## Renault "Alpinche"
El "Alpine-Porsche", apodado por Reverter como "Realpor" (acrónimo de Reverter, Alpine y Porsche) y luego bautizado como "Alpinche", fue un vehículo construido por Reverter en su taller de Orense, mezcla de dos vehículos: carrocería Alpine y motor Porsche. El vehículo contó con cuatro evoluciones diferentes, provocadas generalmente por accidentes o golpes y en las que Reverter buscaba siempre corregir la inestabilidad del tren delantero. Fue utilizado en pruebas de rally por Reverter, José Pavón y Beny Fernández.

### Construcción
En 1971 Reverter quiso aprovechar la ligereza del Alpine A110 y la potencia de los Porsche por lo que cogió el motor del Porsche de su amigo José Pavón, que lo había estrellado en el Rally de Ourense, y que rendía 210cv y adquirió un Alpine A110 (matrícula OR-31.516).
Realizó el trasplante en sus talleres del concesionario oficial Land Rover de Orense, y pretendía tenerlo finalizado para el Rally Rías Baixas de ese año. La carrocería fue desguazada y se le instaló el cuadro principal, la dirección, palanca de cambios, pedalier, motor y asientos del Porsche. Le instaló unas llantas Targa de 13 pulgadas con neumáticos Dunlop.
Para albergar el motor y la caja de cambios del Porsche mantuvo la suspensión trasera del Porsche, y en el que Reverter recurrió al eje trasero de un Volkswagen, donde pudo anclar las barras de torsión y elementos de suspensión del Porsche. Tardó solamente quince días en tenerlo preparado y un pequeño incendio en el taller estuvo a punto de costarle la pérdida del vehículo que al intentar apargarlo, Reverter se quemó la cara. Apenas tuvo tiempo de probarlo antes de su estreno en el Rally Rías Baixas, y realizó unos test donde hizo algunos ajustes para mejorar la descompensación entre los ejes y la salida que, debido a la potencia del motor, levantaba el morro del coche y hacía perder adherencia a las ruedas. También instaló unos pequeños deflectores laterales delante de los aletines de las ruedas delanteras. Lo bautizó como "Realpor" y le colocó unas pegatinas en las puertas con el nombre. Lo pintó con los colores de la Escudería Ourense y le puso una banda azul y blanca que atravesaba longitudinalmente todo el vehículo. Después del estreno en el Rally Rías Baixas, Reverter se puso enseguida a mejorar el "Alpinche", principalmente el eje delantero. Colocó varias piezas del Porsche como los frenos, la cremallera de dirección, la palanca de cambios y el pedalier. A pesar de las mejoras el coche subviraba al acelerar. Posteriormente el motor se rompió en una prueba asturiana y se le cambió por otro de 2.700cc y 280cv, y para reforzarlo le instalaron las crucetas y los estriados de un Land Rover. Tras un accidente provocado por José Pavón en la Subida a Castro de Beiro, se reformó la parte delantera con un spolier mayor, y en un accidente posterior de Reverter se rehízo con una estética diferente, con un frontal similar a los Ligier del Mundial de Resistencia y faros cuadrados. Sería una de los últimas reformas del "Alpinche".

### Trayectoria
El "Alpinche" debutó en el Rally Rias Baixas de 1971 donde consiguió un tercer puesto con Reverter como piloto. La primera victoria del vehículo llegaría en ese mismo rally, al año siguiente, donde repetiría triunfo en 1973. Ese mismo año finalizaría tercero en el Rallye de España. En 1975, Reverter acompañado por José Luis Sala en el Rally Vasco Navarro, en un rasante, al aterrizar, chocó, se le rompió el cinturón de seguridad e impactó contra el volante provocándole heridas en la cara y varias costillas fracturadas. Sólo el propio Estanislao Reverter consiguió buenos resultados con el "Alpinche", mientras que sus amigos José Pavón y Beny Fernández nunca consiguieron finalizar una prueba. Este último accidentó el vehículo en el Rally del Sherry de 1975, última prueba que corrió el "Alpinche". Reverter consiguió ganar con el "Alpinche" en el Rally Rías Baixas, el Critérium Luis de Baviera, el Rally de Asturias, el Rally de los Pazos y en las subidas Almofrey y Manzaneda.
Otras pruebas donde el "Alpinche" participó pero sin éxito, fueron la Subida a Castro de Beiro, donde José Pavón tuvo un accidente, el VI Rally Tap de Portugal (después Rally de Portugal) donde tuvo que abandonar, el Rally Firestone o el Rally 2000 Virajes de 1972.
Además de Reverter, Pavón y Beny, en una edición del Rally Firestone, tuvo ocasión de probar el "Alpinche" el francés Jean Pierre Nicolas, piloto oficial de Renault en aquellos años y vencedor del Rally de Montecarlo. Cuando el francés se bajó del vehículo sugirió a Reverter hacer una serie para su venta porque sería un arma imbatible.

### Palmarés Alpinche
| Año  | Prueba                                     | Pos. |
| ---- | ------------------------------------------ | ---- |
| 1971 | Rally Rías Baixas                          | 3º   |
| 1971 | Rally RACE de España                       | 3º   |
| 1971 | Rally Bosch                                | 2º   |
| 1971 | Rally Premio Ciudad de Oviedo              | 3º   |
| 1972 | Rally Firestone                            | 7º   |
| 1972 | Critérium Luis de Baviera                  | 1º   |
| 1972 | Rally Rías Baixas                          | 1º   |
| 1972 | Rally Bosch                                | 3º   |
| 1972 | Rally Premio Ciudad de Oviedo              | 1º   |
| 1972 | Rally Internacional Sherry                 | 3º   |
| 1973 | Rally 500 km Nocturnos Bujías Bosch        | 3º   |
| 1973 | Rally Rías Baixas                          | 1º   |
| 1973 | Rally RACE de España                       | 2º   |
| 1974 | Critérium Luis de Baviera                  | 3º   |
| 1974 | Rally 500 km Nocturnos de Alicante         | 4º   |
| 1974 | Rally Costa del Sol                        | 6º   |
| 1975 | Rally de los Pazos                         | 1º   |
| 1975 | Subida a la Estación Invernal de Manzaneda | 1º   |
| 1975 | Subida a Almofrey                          | 1º   |

### Reconstrucción
En el año 2015 la Fundación Estanislao Reverter puso en marcha un proyecto de restauración del Alpinche mediante donaciones y una subasta en línea.

## Trayectoria

### Campeonato de España de Rally
| Año  | Equipo            | Vehículo           | 1       | 2     | 3      | 4       | 5       | 6       | 7       | 8       | 9       | 10    | 11    | 12      | 13    | 14    | 15    | 16      | 17  | 18  | 19  | 20  | 21  | Posición | Puntos |
| ---- | ----------------- | ------------------ | ------- | ----- | ------ | ------- | ------- | ------- | ------- | ------- | ------- | ----- | ----- | ------- | ----- | ----- | ----- | ------- | --- | --- | --- | --- | --- | -------- | ------ |
| 1965 |                   | Abarth 1000        | VAN Ret | RAC 2 | FAL    | ZAR 1   |         |         |         |         |         |       |       |         |       |       |       |         |     |     |     |     |     | 3º       |        |
| 1965 | Cooper S 1300     |                    |         |       |        | CAM 1   | SOL     |         |         |         |         |       |       |         |       |       |       |         |     |     |     |     |     | 3º       |        |
| 1966 |                   | Ford Cortina Lotus | ALI Ret | VAS 4 | ESP 17 | ARA     | AJA     | RIA 2   | VIR     | BAR     | SOL     |       |       |         |       |       |       |         |     |     |     |     |     |          |        |
| 1969 | Escudería Ourense | Porsche 911 R      | CBR 1   | VCN   | OUR    | RBX 2   | CDO     | RES Ret | FIR Ret | 2VI Ret | BAN     | CDS   |       |         |       |       |       |         |     |     |     |     |     |          |        |
| 1970 | Escudería Ourense | Porsche 911 R      | CBR Ret | FLL   | VCN    | CLB 1   | PIK 3   | 500 3   | OUR     | RBX 2   | CDO Ret | RES 5 | 2VI 4 | BAN     | FIR   | CDS 2 |       |         |     |     |     |     |     | 5º       | 277    |
| 1971 | Escudería Ourense | Porsche 911 R      | FLL     | CBR 3 | VCN    | CGU     | CLB 3   | GIJ     | 500     | RIO     | OUR     | CID   |       |         |       |       |       |         |     |     |     |     |     | 6º       | 240    |
| 1971 | Escudería Ourense | Alpinche           |         |       |        |         |         |         |         |         |         |       | RBX 3 | BOS 2   | CDO 3 | SHE   | RES 3 | FIR     | BAN | 2VI | CDS |     |     | 6º       | 240    |
| 1972 | Escudería Ourense | Alpinche           | FLL     | CBR   | LAN    | VCN     | GUI     | FIR 4   | CAV     | BEB     | CLB 1   | 500   | RIO   | RBX 1   | BOS 3 | OVI 1 | SHE 3 | AER     | RAC | 2VI | BAN | VEA | CDS | 5º       | 352,6  |
| 1973 | Escudería Ourense | Alpinche           | RCB     | RVN   | FAL    | CMG     | FIR Ret | RBE     | 500 3   | CLB Ret | CDR     | CAN   | RBX 1 | SHE     | ESP 2 | 2VI   | CAT   | CDS Ret |     |     |     |     |     | 12º      | 178    |
| 1974 | Escudería Ourense | BMW 2002           | RCB     | RVN   | FAL    | CMG     | FIR 2   | CLB 3   |         | CDR 3   | OUR     | CAN   | CDO 4 | ESP 3   | 2VI 4 | CAT   |       |         |     |     |     |     |     | 5º       | 330,2  |
| 1974 | Escudería Ourense | Alpinche           |         |       |        |         |         |         | 500 4   |         |         |       |       |         |       |       | CDS 6 |         |     |     |     |     |     | 5º       | 330,2  |
| 1975 | Escudería Ourense | BMW 2002           | COS     | FAL   | CMG    | FIR Ret | VCN     | CLB 1   | OUR     | CAN     | OVI     | SHE   | FER   | ESP Ret | VIR   | CAT   | CDS   |         |     |     |     |     |     | 8º       | 124    |

## Muerte
Falleció el 3 de febrero de 1991 y desde ese mismo año el Rally de Ourense se pasó a llamar "Rally de Ourense, memorial Estanislao Reverter". Años después de su muerte, en 2006, se construyó una escultura de bronce en homenaje a Reverter, Antonio Colemán y el "Alpinche" que se puede ver en la ciudad de Orense.
En 2009 los gallegos Sergio y Diego Vallejo, recién campeones de España, celebraron su título en un homenaje a la Escudería Ourense y a Reverter, en la estatua situada en Orense en su honor.